# Helgonet
För andra betydelser, se Helgonet (olika betydelser).

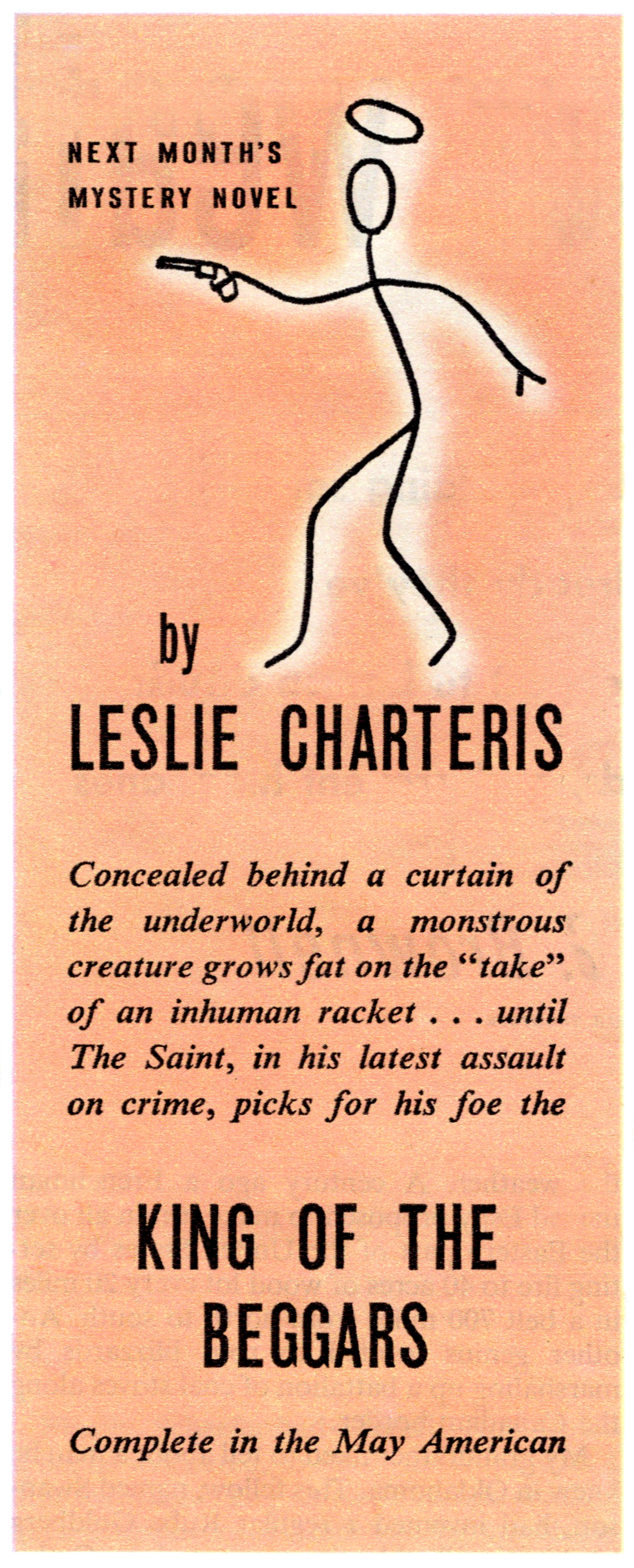
En flyer för helgonethistorien "The King of the Beggars", av Leslie Charteris, som först publicerades i The American Magazine, i maj 1947.

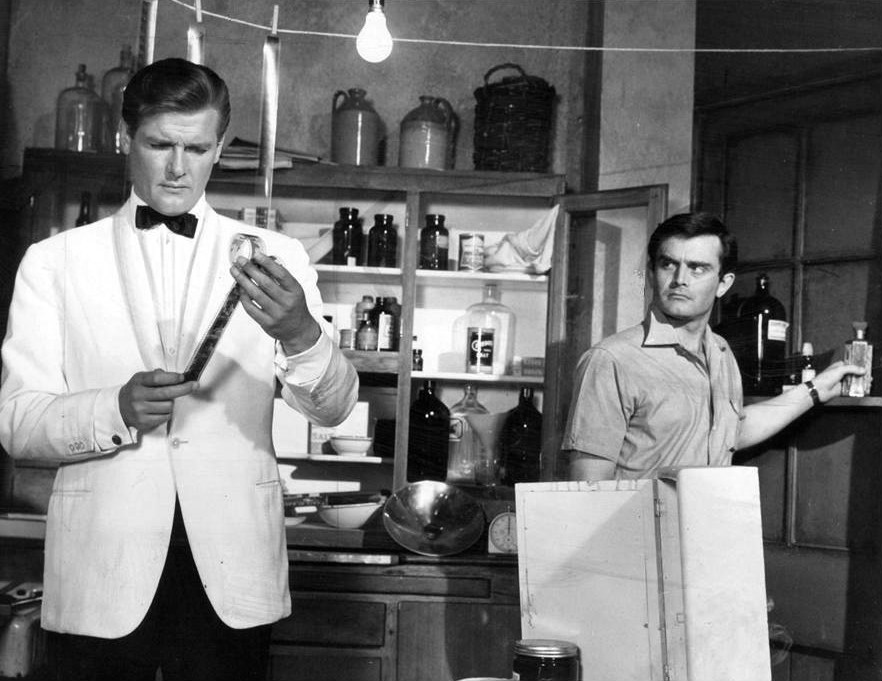
Roger Moore i rollen som helgonet, 1969.

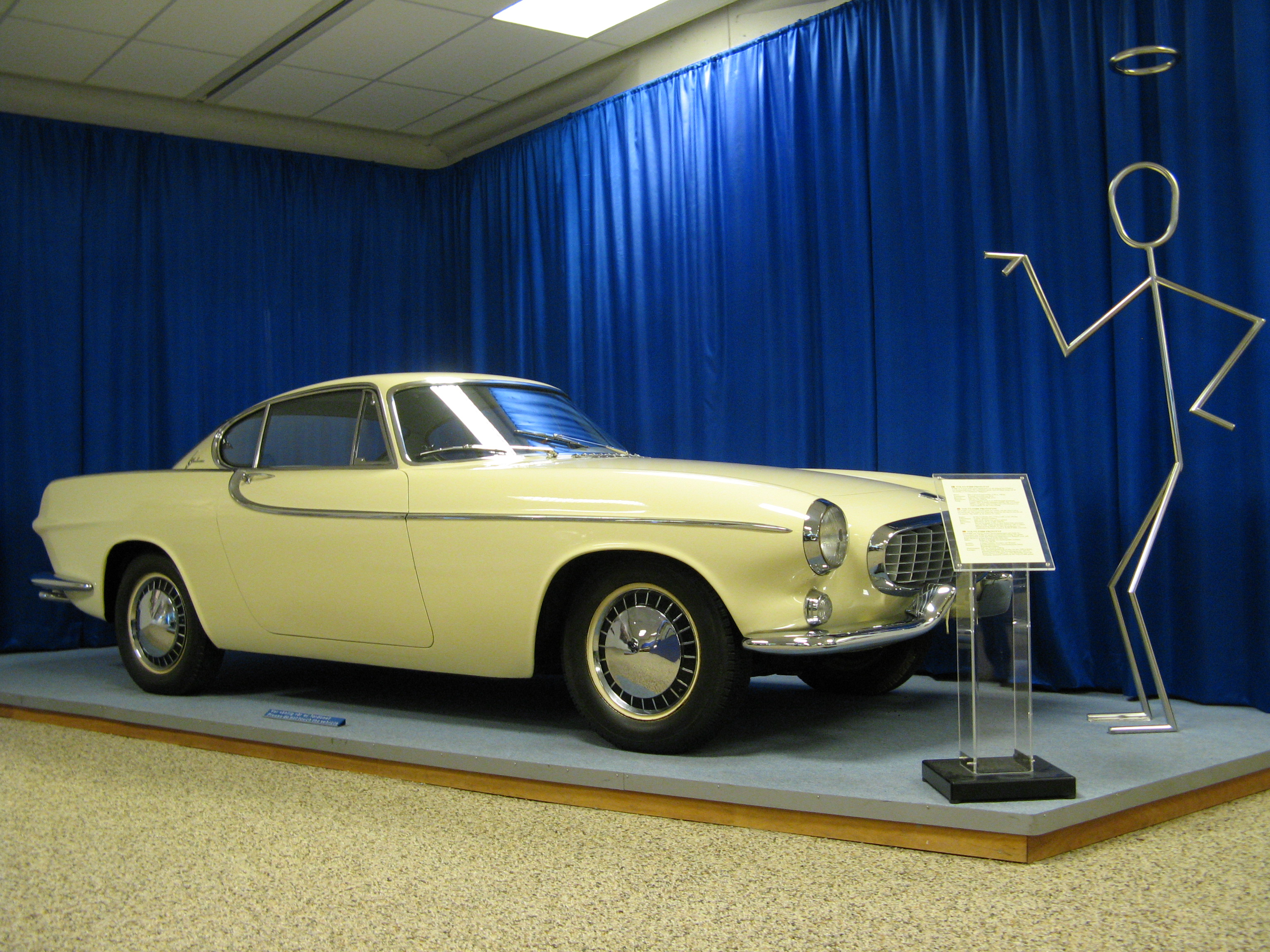
Volvo P1800 intill Helgonet-symbolen

Helgonet är en fiktiv figur vars verkliga namn är Simon Templar. Initialerna bildar "S.T.", vilket i engelskan också är förkortningen för "Saint" - helgon. Figuren skapades av Leslie Charteris och förekom i en rad romaner där Templar var en tjuv som hamnade i hjälterollen. Helgonet har sedan blivit TV-serie med Roger Moore (känd från James Bond) i titelrollen där det spelades in totalt 118 avsnitt varav 47 i färg. Helgonet har även blivit tecknad serie, och film med Val Kilmer i huvudrollen. 

## TV-serier och filmatiseringar
Författaren av Helgonet, Leslie Charteris, sålde TV-rättigheterna till producenten Robert S. Baker 1960. 1962 sändes den första säsongen av The Saint med Roger Moore i huvudrollen. TV-serien blev en stor succé och hade höga tittarsiffror. När Roger Moore lämnade serien 1968 lades serien ner.

### Om TV-serien med Ian Ogilvy
1978-1979 sändes Helgonet återvänder (Return of the Saint) med Ian Ogilvy i huvudrollen, men den blev ingen större framgång.

### TV-film
I slutet av 2012 annonserades att ett pilotavsnitt för en ny serie skulle spela in. Adam Rayner skulle spela Helgonet och Eliza Dushku hans kärleksintresse Patricia Holm. Ett pilotavsnitt spelades in och Roger Moore själv var med på ett hörn som co-operativ producent och gjorde en cameo-roll. Serien togs inte upp, men pilotavsnittet resulterade i TV-filmen The Saint som hade premiär 11 juli 2017.

### Filmer
1987 gjordes det en film med Andrew Clarke som Helgonet och 1989 en miniserie med Simon Dutton i huvudrollen. 1997 gjordes det en actionfilm med Val Kilmer som Helgonet som fick genomgående dålig kritik. Inga av dessa nyare projekt har blivit sådana succéer som TV-serien med Roger Moore blev. 

### Bilar
I TV-serien med Roger Moore kör Helgonet en vit Volvo P1800, vilket starkt har bidragit till bilens kultstatus. I uppföljaren, TV-serien Helgonet återvänder (Return of the Saint), kör Ian Ogilvy en vit Jaguar XJ-S istället. I långfilmen från 1997 kör Val Kilmer en Volvo C70 med korallröd metalliclack.

### Fotonovell
Leslie Charteris själv spelade Helgonet i en fotonovell i magasinet Life: "The Saint Goes West".